# Jan Zoetelief Tromp

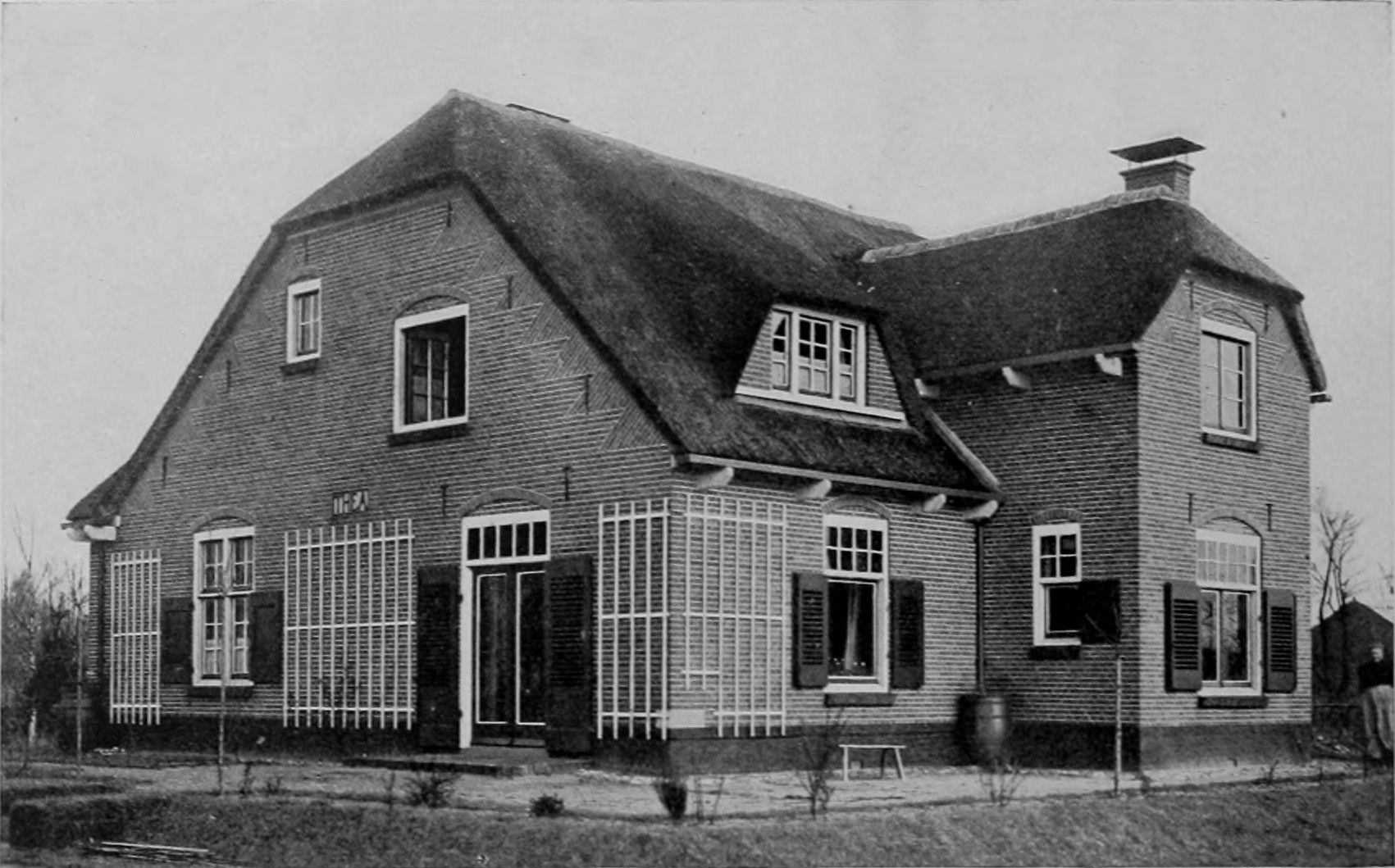
Landhuis Thea in Blaricum, 1917

Johannes (Jan) Zoetelief Tromp (Batavia, 13 december 1872 – Breteuil, 28 september 1947) was een Nederlands kunstschilder, verwant aan de Haagse School. 

## Levensloop

### Jeugd
Jan Tromp wordt geboren in Nederlands-Indië. Zijn vader Solco Walle Tromp is er bestuursambtenaar. Henriëtte Gertrude Zoetelief is zijn moeder. Hij wordt beschouwd als een onhandelbare peuter, totdat men erachter komt dat zijn gedrag door doofstomheid wordt veroorzaakt. Zo vertrekt hij op driejarige leeftijd met zijn grootmoeder Catharina Johann Maria Zoetelief-Servatius ('Grootje Zoet') naar Nederland. Zij reist vergeefs Europa met hem af om een therapie voor zijn doofheid te zoeken. De lagere schooltijd doorloopt hij in Rotterdam in de Inrichting voor Doofstommen om er te leren spreken en liplezen. Pas in 1884 keert hij met zijn oma terug naar Nederlands-Indië. Daar wordt de achternaam 'Zoetelief' aan zijn eigen naam toegevoegd uit dankbaarheid voor alles wat zijn 'Grootje Zoet' voor hem gedaan heeft.

### Opleiding en carrière
In 1886 keert het hele gezin terug naar Nederland. Vanaf 1887 volgt hij de opleiding aan de Haagse Academie voor Beeldende Kunsten en vanaf 1893 aan de Academie voor Beeldende Kunsten in Amsterdam. Directeur August Allebé beïnvloedt zijn werk in de richting van naturalisme en realisme. Na zijn afstuderen zoekt hij aansluiting bij het impressionisme van de Haagse School. Hij wordt in hun kring opgenomen, in het bijzonder door Bernard Blommers, en trouwt in 1899 met diens dochter Marie Blommers. De taferelen die hij schildert zijn blijmoedig, onbezorgd van karakter en vaak zonovergoten. 
Bij het kunstkopend publiek is Zoetelief Tromp een geliefd schilder. Zijn stijl toont verwantschap met de Larense School en de Haagse School. Net als zijn schoonvader Blommers schildert hij veel genretaferelen met kinderen. Hij is bekend door zijn schilderijen en aquarellen van het boeren- en vissersgenre en van spelende en badende kinderen op het strand.
Hij woont en werkt in Den Haag, Amsterdam, Katwijk ('s zomers) en Blaricum ('s winters). Daar laat hij in 1900 een woning bouwen aan de Torenlaan, het Landhuis Thea ontworpen door de architect Willem Cornelis Bauer. Op den duur blijkt dit huis toch te duur en het wordt in 1919 verkocht. Voortaan wonen Zoetelief Tromp en zijn gezin het hele jaar in Katwijk.

### Frankrijk
Wanneer na de beurskrach van 1929 de kunsthandel in Nederland stagneert vertrekt hij voorgoed naar Breteuil, een Frans dorpje in Haute-Normandie, waar zijn oudste zoon een kippenboerderij Le Tournesol is begonnen. Hij richt zich in zijn latere periode vooral op portretten en bloemstillevens.
Jan Zoetelief Tromp overlijdt in 1947 op 75-jarige leeftijd, een jaar na zijn vrouw Marie.

## Galerij

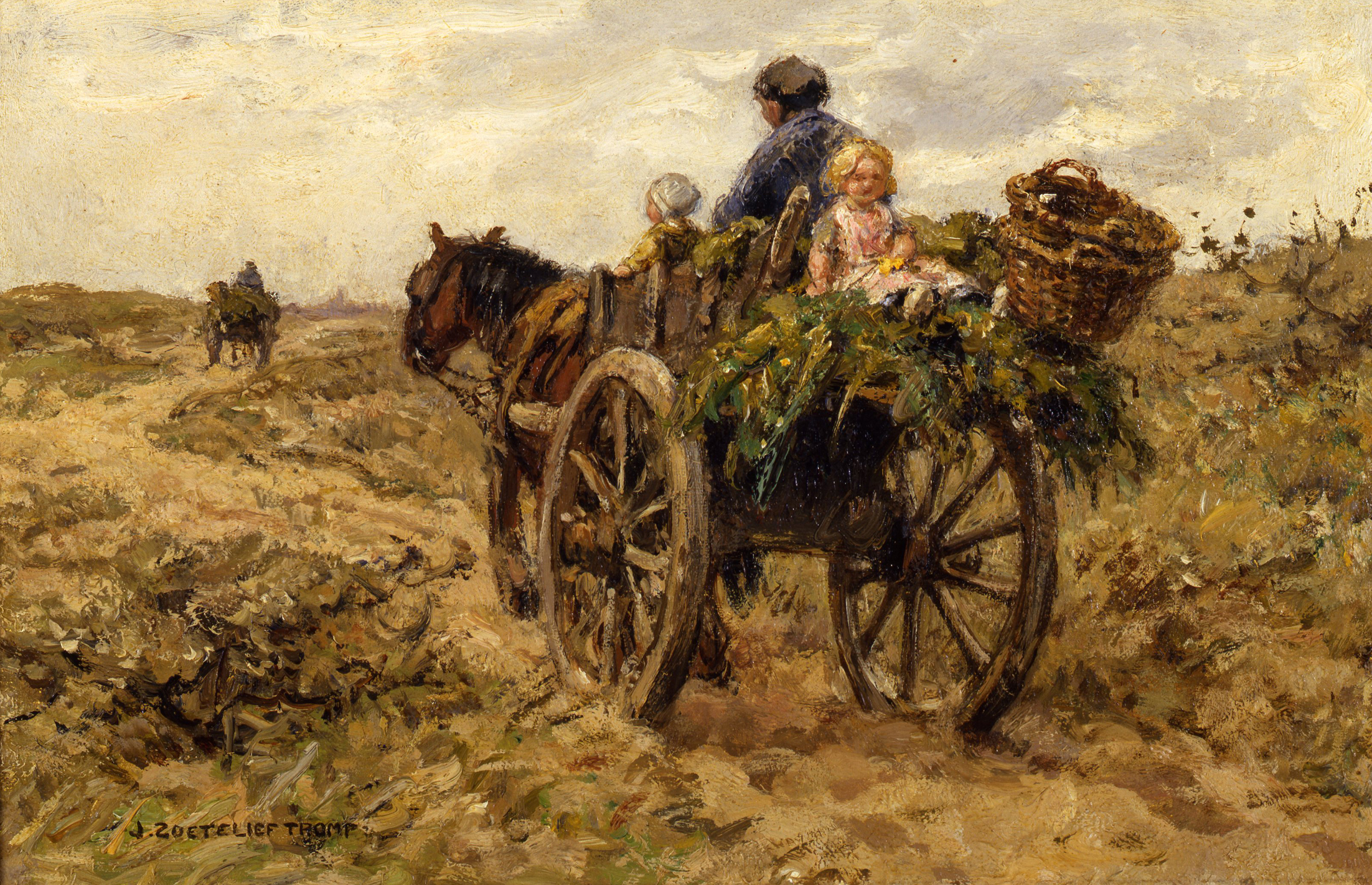
Het groentenkarretje, 1900
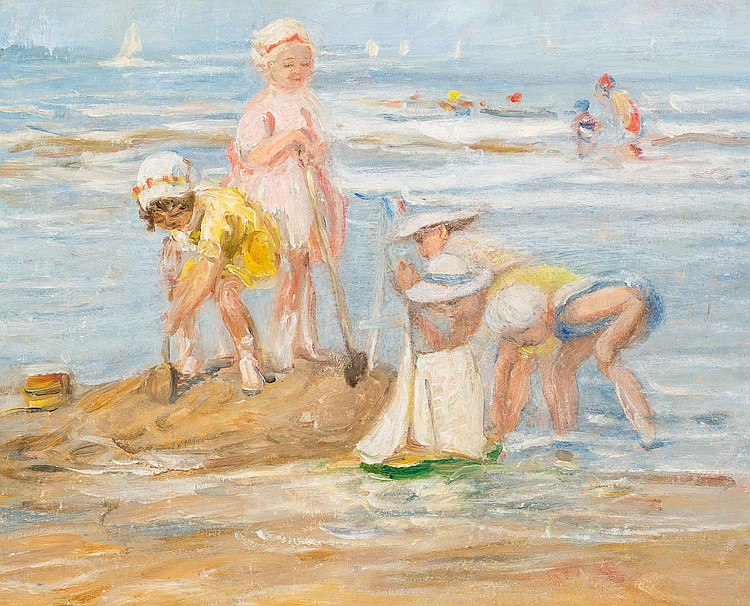
Kinderen op het strand, ca. 1900
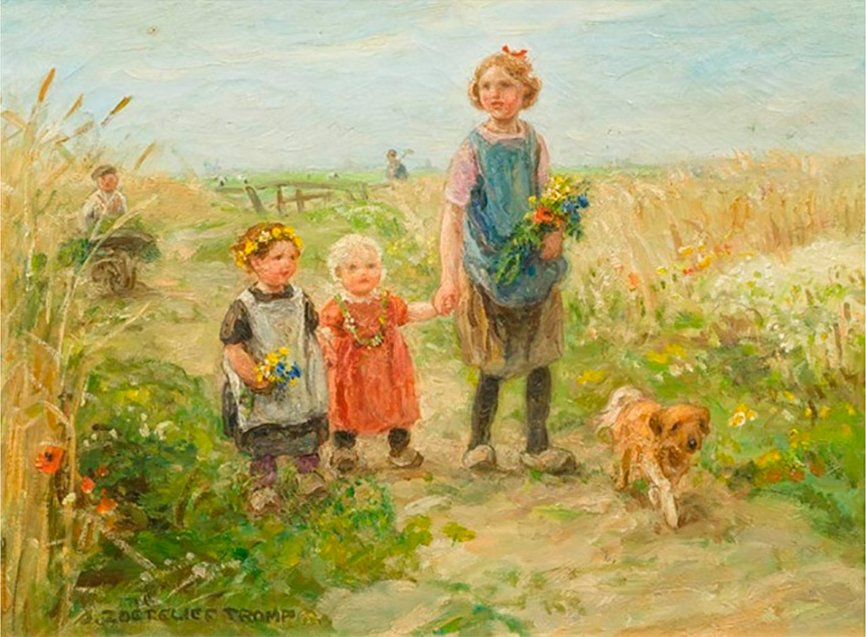
Drie kinderen en een hond
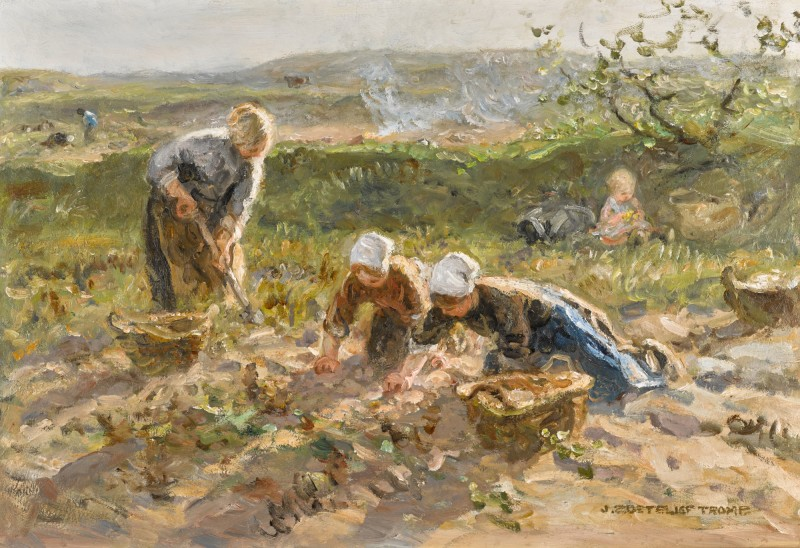
De aardappeloogst

## Links
- Officiële website Jan Zoetelief Tromp
- Zoetelief Tromp in het Dordrechts Museum
- Jan Zoetelief Tromp schilderijen
- Jan Zoetelief Tromp in het RKD

- Biografisch Portaal: 22015935
- Gemeinsame Normdatei: 1146593856
- International Standard Name Identifier: 0000 0000 6943 7607
- Nederlandse Thesaurus van Auteursnamen: 092838863
- RKD-Nederlands Instituut voor Kunstgeschiedenis: 78248
- Union List of Artist Names: 500030947
- Virtual International Authority File: 95872407